# بخش لومان
بخش لومان (به فرانسوی: Arrondissement du Mans) یک بخش در فرانسه است که در سارت واقع شده‌است.